# Ezequiel González
Ezequiel González (10 de julio de 1980, Rosario, Santa Fe, Argentina) es un exfutbolista argentino que se desempeñaba habitualmente de mediocampista ofensivo.

## Biografía

### Primera etapa en Rosario Central
Ezequiel debutó en la primera división de Rosario Central a los 17 años, en un encuentro del Torneo Apertura 1997 en donde de la mano de Miguel Ángel Russo, entró en el segundo tiempo por Marcelo Carracedo en la victoria 4 a 0 de Rosario Central sobre Independiente de Avellaneda en el Estadio Gigante de Arroyito.
En 1998, ya con Edgardo Bauza al mando del equipo, González fue una de las piezas del plantel de Rosario Central que fue subcampeón de la Copa Conmebol de ese año. En 1999, con las ventas de Walter Gaitán al CF Villarreal y de Marcelo Carracedo a la Universidad Católica de Chile (ambos enganches titulares de Central), su juego tomó mayor protagonismo y se ganó la titularidad en el primer equipo. Formó una recordada dupla en el mediocampo junto a Iván Moreno y Fabianesi, la cual le dio bastante rédito al club rosarino. En el Torneo Apertura de aquel año, Ezequiel fue uno de los titulares en el equipo que fue subcampeón argentino de Primera división con 43 puntos. En aquel plantel, se destacaban figuras como Juan Antonio Pizzi, el citado Iván Moreno, José María Buljubasich y el uruguayo Ricardo Canals, entre otros.
En 2001 fue clave del equipo conducido por Edgardo Bauza que llegó a las semifinales de la Copa Libertadores de América, en donde Central cayó frente al Cruz Azul de México.

### Venta a la Fiorentina
En julio de 2001 fue vendido a la Fiorentina de Italia en una cifra cercana a los 5 millones de dólares. En el conjunto italiano permaneció sin mucho éxito en la temporadas 2001/2002.

### Llegada a Boca Juniors
En julio de 2002 el Club Atlético Boca Juniors comandado por Óscar Tabárez puso sus ojos en él y lo contrató a préstamo por 1 año para disputar el campeonato local y la Copa Libertadores. Con los xeneizes, Ezequiel fue campeón de la Copa Libertadores 2003, competición en la cual llegó a anotarle un gol al Independiente Medellín en la victoria 2 a 0 en el Estadio La Bombonera, por la primera fase. Al mismo tiempo, participó en varios partidos del campeonato nacional, convirtiendo importantes goles y siendo una de las figuras destacadas del equipo, su préstamo venció en junio de 2003 dejando la entidad de La Ribera.

### Segunda etapa en Rosario Central
En agosto de 2003, Ezequiel González retornó a préstamo por 6 meses al club de sus amores: Rosario Central. El técnico quien lo había hecho debutar en primera, Miguel Ángel Russo, lo pidió para el equipo que estaba armando, y Ezequiel decidió aceptar la propuesta de Central. Formó un ofensivo mediocampo junto a Gustavo Barros Schelotto, Mariano Herrón y Pablo Sánchez. Central finalizó en la 4.ª colocación en el Torneo Apertura 2003. Luego de aquel campeonato, realizó toda la pretemporada con el equipo auriazul de cara al Torneo Clausura 2004, pero luego de reiteradas reuniones con el expresidente de Rosario Central, Pablo Scarabino, decidió marcharse al Panathinaikos FC de Grecia por no llegar a un acuerdo con Central.

### Sus años en Grecia
En enero de 2004, Ezequiel firmó un contrato de 2 años y medio con uno de los grandes de Grecia, el Panathinaikos FC, club que le compró la ficha definitiva a la Fiorentina. Con los helenos ganó la Liga Griega de Primera División de la temporada 2003/2004 y la Copa de Grecia de ese mismo año. En 2006, tuvo una grave lesión de rotura de ligamentos cruzados que le impidió jugar por el lapso de 9 meses.

### Su tercera etapa en Rosario Central
En julio de 2008, una vez terminado su vínculo en Grecia y luego de reunirse con el presidente del club, Horacio Usandizaga, Ezequiel decidió aceptar la oferta económica y deportiva de Rosario Central y firmó contrato por un año para afrontar el Torneo Apertura 2008 y el Clausura 2009.

### Liga Deportiva Universitaria
El técnico Edgardo Bauza solicitó sus servicios para reemplazar al uruguayo Juan Manuel Salgueiro, que partió del equipo albo hacia San Lorenzo, tras no llegar a un acuerdo con los dueños de su pase: Estudiantes de La Plata. El rendimiento del mediocampista en el equipo ecuatoriano fue irregular aunque tuvo algunas muy buenas actuaciones. Al final del torneo ecuatoriano 2011, el jugador y la directiva no llegaron a un acuerdo por lo que el jugador dejó el club y dio por finalizada su carrera como futbolista profesional.

## Clubes
| Club            | País      | Año         |
| --------------- | --------- | ----------- |
| Rosario Central | Argentina | 1997 - 2001 |
| Fiorentina      | Italia    | 2001 - 2002 |
| Boca Juniors    | Argentina | 2002 - 2003 |
| Rosario Central | Argentina | 2003        |
| Panathinaikos   | Grecia    | 2004 - 2008 |
| Rosario Central | Argentina | 2008 - 2009 |
| Fluminense      | Brasil    | 2009 - 2010 |
| Liga de Quito   | Ecuador   | 2011        |

## Estadísticas
- No se incluyen partidos amistosos ni de pretemporada.

| Temporada             | Equipo                | Campeonato            | Campeonato | Campeonato | Copas nacionales | Copas nacionales | Copas nacionales | Copas internacionales | Copas internacionales | Copas internacionales | Total    | Total |
| Temporada             | Equipo                | Torneo                | Partidos   | Goles      | Torneo           | Partidos         | Goles            | Torneo                | Partidos              | Goles                 | Partidos | Goles |
| --------------------- | --------------------- | --------------------- | ---------- | ---------- | ---------------- | ---------------- | ---------------- | --------------------- | --------------------- | --------------------- | -------- | ----- |
| 1997-98               | Rosario Central       | Ap+Cl                 | 7          | 0          | -                | -                | -                | -                     | -                     | -                     | 7        | 0     |
| 1998-99               | Rosario Central       | Ap+Cl                 | 24         | 4          | -                | -                | -                | CC                    | 4                     | 0                     | 28       | 4     |
| 1999-00               | Rosario Central       | Ap+Cl                 | 37         | 9          | -                | -                | -                | CC+CL                 | 7                     | 3                     | 44       | 12    |
| 2000-01               | Rosario Central       | Ap+Cl                 | 28         | 7          | -                | -                | -                | CM+CL                 | 20                    | 7                     | 48       | 14    |
| Total Rosario Central | Total Rosario Central | Total Rosario Central | 96         | 20         |                  | -                | -                |                       | 31                    | 10                    | 118      | 30    |
| 2001-02               | Fiorentina            | A                     | 19         | 1          | CI               | 2                | 0                | CU                    | 4                     | 0                     | 25       | 1     |
| 2002-03               | Boca Juniors          | Ap+Cl                 | 23         | 3          | -                | -                | -                | CS+CL                 | 4                     | 1                     | 27       | 4     |
| 2003-04               | Rosario Central       | Ap                    | 19         | 3          | -                | -                | -                | CS                    | 2                     | 1                     | 21       | 4     |
| 2003-04               | Panathinaikos         | SL                    | 11         | 5          | CG               | 5                | 0                | -                     | -                     | -                     | 16       | 5     |
| 2004-05               | Panathinaikos         | SL                    | 21         | 4          | CG               | 3                | 0                | LC+CU                 | 8                     | 3                     | 32       | 7     |
| 2005-06               | Panathinaikos         | SL                    | 27         | 5          | -                | -                | -                | LC                    | 6                     | 1                     | 33       | 6     |
| 2006-07               | Panathinaikos         | SL                    | 2          | 0          | CG               | 1                | 0                | CU                    | 1                     | 0                     | 4        | 0     |
| 2007-08               | Panathinaikos         | SL                    | 11         | 0          | -                | -                | -                | CU                    | 1                     | 0                     | 12       | 0     |
| Total Panathinaikos   | Total Panathinaikos   | Total Panathinaikos   | 72         | 14         |                  | 9                | 0                |                       | 16                    | 3                     | 97       | 18    |
| 2008-09               | Rosario Central       | Ap+Cl+P               | 30         | 3          | -                | -                | -                | -                     | -                     | -                     | 30       | 3     |
| 2009                  | Fluminense            | A                     | 11         | 1          | -                | -                | -                | -                     | -                     | -                     | 11       | 1     |
| 2010                  | Fluminense            | A+C                   | 4          | 0          | CB               | 2                | 1                | -                     | -                     | -                     | 6        | 1     |
| Total Fluminense      | Total Fluminense      | Total Fluminense      | 15         | 1          |                  | 2                | 1                |                       | -                     | -                     | 17       | 2     |
| 2011                  | Liga de Quito         | A                     | 28         | 5          | -                | -                | -                | CL+CS                 | 16                    | 1                     | 44       | 6     |
| Total en su carrera   | Total en su carrera   | Total en su carrera   | 302        | 50         |                  | 13               | 1                |                       | 73                    | 17                    | 388      | 68    |

## Palmarés

### Campeonatos nacionales
| Título               | Club          | País   | Año  |
| -------------------- | ------------- | ------ | ---- |
| Super Liga           | Panathinaikos | Grecia | 2004 |
| Copa de Grecia       | Panathinaikos | Grecia | 2004 |
| Campeonato Brasileño | Fluminense    | Brasil | 2010 |

### Campeonatos internacionales
| Título            | Club         | Sede      | Año  |
| ----------------- | ------------ | --------- | ---- |
| Copa Libertadores | Boca Juniors | Sao Paulo | 2003 |

- Datos: Q950351